# سورانه
روستای سورانه از توابع شهرستان شازند در استان مرکزی به فاصله ۷ کیلومتر از مرکز شهر شازند واقع شده است.

## جمعیت
این روستا در دهستان قره کهریز قرار دارد و براساس سرشماری مرکز آمار ایران در سال ۱۳۹۵، جمعیت آن ۶۱۱ نفر (۲۱۲خانوار) بوده است.